# Katarzyna Morawska
Katarzyna Morawska (de domo Michael, ur. 25 listopada 1933 w Węgrzynowie, zm. 7 kwietnia 2020 w Warszawie) – polska muzykolog.

## Życiorys
Zajmowała się historią muzyki XV i XVI w. (zwłaszcza organowej) i dziejów historiografii muzycznej w Polsce. W latach 1954–95 pracowała w Instytucie Sztuki PAN. Wykładała na Akademii Teologii Katolickiej w Warszawie (1970-79) i Uniwersytecie Jagiellońskim w Krakowie (1972-79). W 1966 otrzymała stopień doktora nauk humanistycznych. Była zastępcą (1972-93), a następnie redaktorem naczelnym kwartalnika muzykologicznego „Muzyka” (1993-95).
Została odznaczona Srebrnym Krzyżem Zasługi oraz odznaką „Zasłużony Działacz Kultury”.
Była żoną muzykologa Jerzego Morawskiego.

## Prace naukowe
- Historia muzyki polskiej. Tom II: Renesans 1500–1600. Sutkowski Edition, Warszawa 1994 ISBN 978-83-63631-72-7.
- Historia muzyki polskiej. Tom I, cz. 2: Średniowiecze 1320–1500. Sutkowski Edition, Warszawa 1998 ISBN 83-900790-7-0.